# James Duckworth
James Duckworth (født 21. januar 1992 i Sydney, Australien) er en professionel tennisspiller fra Australien.